# Patxi López
Patxi López (egentligen Francisco Javier López Álvarez), född 4 oktober 1959 i Portugalete, är spansk politiker.

## Biografi
López var 2002–2014 ordförande för den baskiska delen av Spanska socialistiska arbetarpartiet; Partido Socialista de Euskadi-Euskadiko Ezkerra (PSE-EE). Mellan 2009 och 2012 var han regionpresident för den autonoma regionen Baskien, till en början med stöd av borgerliga Partido Popular men senare i minoritetställning. Efter socialdemokraternas nederlag i det baskiska parlamentsvalet 2012 efterträddes han som regionpresident av Iñigo Urkullu från det Baskiska nationalistpartiet.
År 2016 tillträdde han som talman i Deputeradekammaren.